# Tyrimmas Macedoński
Tyrimmas (gr. Τυρίμμας, Tyrίmmas) – był synem króla Macedonii Kojnosa, po śmierci ojca objął tron jako trzeci król z dynastii Argeadów. W relacji Justyna Tyrimmas został pominięty w genealogii królów Macedonii. Historyk uczynił Perdikkasa I synem Karanosa, rządzącym bezpośrednio po ojcu.